# Urocerus sah
Urocerus sah là một loài côn trùng trong họ Siricidae. Loài này được Mocsary miêu tả khoa học đầu tiên năm 1881.
Đây là loài gây hại phát triển phổ biến ở Uzbekistan.